# 通識教育 (香港中學文憑考試科目)
通識教育科（英語：Liberal Studies）是昔日在香港教育三三四新高中課程中的四大必修科目之一，且曾為入讀本地大學之主要計分科目，自2009年起推行，2012年為首屆公開試，2023年為最後一屆公開試。被視為香港教育史上之爭議學科，於2021/22學年在中四級被「公民與社會發展科」修訂及取代，兼新科目於2024年香港中學文憑試起改制為「達標/不達標」，大幅減少影響升學。

## 背景
1988年，教育統籌委員會在第三號報告書中，提出為擴大中六預科課程範圍，應設立文科及理科的通識課程。
1992年，香港高級補充程度會考通識教育科的大學預科課程大綱設立，作為選修科目。香港課程發展議會並且建議學校，考慮新制預科採用「兩科語文AS+通識教育科AS+兩科AL+另一科AS」組合，不用「兩科語文AS+三科AL」組合，不過很少學校接受。
1998年，教育統籌委員會公布第一份教育目標諮詢文件：《二十一世紀教育藍圖（页面存档备份，存于）》，開展香港教育制度全面檢討的工作，內容倡議致力推動「通識教育」，當中力推香港教育制度改革的官員梁錦松、程介明及戴希立所說：「我們需要有廣泛、創新和全球觀點的畢業生去維持我們在新世紀的競爭能力。」政府找來不同界別的知名人士，宣揚社會需要「通識」的人才，舊有制度下「高分低能」的學生不足以在競爭劇烈的全球一體化下立足，故此要全面開動必修必考的通識教育科。
2000年，香港課程發展議會公布《學會學習——課程發展路向》諮詢文件，提出精簡中小學學科，重整合併為八個「學習領域」，並設立會考程度的「綜合人文科」和「綜合科學與科技科」，及開設一科新的高中通識科，作為升讀大學基本條件。
2003年，當時主政官員乃行政长官董建华、教育统筹局局长李国章、常秘罗范椒芬。中四至中五年級開設「綜合人文科」和「科學與科技科」兩科選修科，作為會考理科和文科生的通識教育。教育部門開始遊說強迫中學，在中一至中三年級開設「綜合人文科」，取代中國歷史科、世界歷史科、經濟及公共事務科、地理科此等初中必修科目。教育官員指此科可預備學生接受高中新設的通識教育。同年5月的《高中學制檢討報告》中，提出新高中課程必修通識科。
隨著香港教育於2009年推行三三四高中教育改革，通識教育科作為必須科在2012年開始第一屆的香港中學文憑考試中開考，並於2023年為最後一屆公開試。

### 前代通識科修讀情況
高考的通識科修讀率一直甚低，即使當局宣布新高中通識科必修後，修讀率曾一度上升，但隨後又回落。
| 年份   | 1996 | 1997 | 1998 | 1999 | 2000 | 2001 | 2002 | 2003 | 2004 | 2005 | 2006 | 2007 | 2008 | 2009  | 2010  | 2011 | 2012 |
| 百分率 | 4.0% | 4.1% | 4.7% | 4.6% | 4.4% | 4.7% | 4.7% | 4.5% | 4.7% | 5.1% | 6.8% | 8.8% | 9.9% | 10.5% | 10.2% | 8.9% | 7.7% |

會考兩科通識科推出後修讀率更低，就算當局大力催谷綜合人文科，修讀率也始終低迷，科學與科技科更加乏人問津。
| 年份         | 年份   | 2005 | 2006 | 2007 | 2008 | 2009 | 2010 |
| 綜合人文科   | 百分率 | 0.3% | 1.0% | 2.2% | 3.3% | 4.2% | 4.3% |
| 科學與科技科 | 百分率 | 0.2% | 0.5% | 0.9% | 1.1% | 1.0% | 0.7% |

## 課程內容
根據教育局課程及評估指引，通識教育科旨在透過探究各類議題以擴闊學生的知識基礎，加強學生對社會的觸覺。其中所選取的單元內容主題，對學生個人、社會和世界具有重要意義，也幫助學生聯繫不同範圍的知識，擴闊視野，學生須運用從三個學習範圍所獲取的知識和角度，並推展至新的議題或情境，來進行一項獨立專題探究（Independent Enquiry Study，簡稱IES）。 
通識教育科的課程內容涉及「個人成長與人際關係」、「今日香港」、「現代中國」、「全球化」、「公共衛生」和「能源科技與環境」六大單元。各個單元下設不同的主題及探討問題︰
單元一 個人成長與人際關係
| 主題        | 主要探討問題                                                     |
| ----------- | ---------------------------------------------------------------- |
| 1. 自我了解 | 個人在青少年期會面對哪些挑戰與機遇？                             |
| 2. 人際關係 | 哪些人際關係的因素，能幫助青少年反省和為過渡至成年階段作好準備？ |

單元二 今日香港
| 主題                  | 主要探討問題                                                                     |
| --------------------- | -------------------------------------------------------------------------------- |
| 1. 生活素質           | 香港維持或改善居民的生活素質的發展方向如何？                                     |
| 2. 法治和社會政治參與 | 香港居民如何參與社會及政治事務？就法治精神而言，香港居民如何行使權利和履行義務？ |
| 3. 身份和身份認同     | 香港居民的身份認同是怎樣形成的？                                                 |

單元三 現代中國
| 主題                  | 主要探討問題                                                                                         |
| --------------------- | --- |
| 1. 中國的改革開放     | 改革開放政策對國家的整體發展和人民生活產生甚麼影響？                                                 |
| 2. 中華文化與現代生活 | 家庭觀念的演變，展示傳統文化和現代生活有甚麼關係？在何等程度上，傳統習俗與中國人的現代社會是相容的？ |

單元四 全球化
| 主題                      | 主要探討問題                                             |
| ------------------------- | -------------------------------------------------------- |
| 1. 全球化帶來的影響與回應 | 為甚麼世界各地的人對全球化帶來的機遇與挑戰有不同的回應？ |

單元五 公共衛生
| 主題                    | 主要探討問題                                   |
| ----------------------- | ---------------------------------------------- |
| 1. 對公共衛生的理解     | 人們對疾病和公共衛生的理解如何受不同因素影響？ |
| 2. 科學、科技與公共衛生 | 科學與科技在何等程度上可以促進公共衛生的發展？ |

單元六 能源科技與環境
| 主題                | 主要探討問題                                                           |
| ------------------- | ---------------------------------------------------------------------- |
| 1. 能源科技的影響   | 能源科技如何與環境問題相關？                                           |
| 2. 環境與可持續發展 | 可持續發展為何成為當代的重要議題？其出現與科學及科技的發展又有何關係？ |

各單元設計沿襲和整合「高考」及「會考」多個課程：
- 香港高級補充程度會考「通識教育科」[12]是自1992年設立的預科課程。

- 香港中學會考自2003年設立的課程是獨立修讀個人、社會、科學與科技以至全球化等通識議題：
  - 「社會教育科」[13]
  - 「科學與科技科」[14]
  - 「綜合人文科」[15]

### 與會考高考課程比較
| 文憑試「通識教育科」                                | 文憑試「通識教育科」                                | 會考「社會教育科」                                                     | 會考「科學與科技科」                                                              | 會考「綜合人文科」                                      | 高考「通識教育科」       |
| --------------------------------------------------- | --------------------------------------------------- | ---------------------------------------------------------------------- | --------------------------------------------------------------------------------- | ------------------------------------------------------- | ------------------------ |
| 自我與個人成長                                      |                                                     |                                                                        |                                                                                   |                                                         |                          |
| 單元一                                              | 個人成長與人際關係                                  | 單元一：青少年期 單元二：家庭 單元五：工作                             | N/A                                                                               | 個人成長                                                | 人際關係                 |
| 社會與文化                                          |                                                     |                                                                        |                                                                                   |                                                         |                          |
| 單元二                                              | 今日香港                                            | 單元三：社會控制及越軌行為 單元四：傳意及大眾傳播媒介 單元六：社會問題 | N/A                                                                               | 香港社會的特徵                                          | 香港研究                 |
| 單元三                                              | 現代中國                                            | 單元三：社會控制及越軌行為 單元四：傳意及大眾傳播媒介 單元六：社會問題 | N/A                                                                               | 現代中國的發展                                          | 今日中國                 |
| 單元四                                              | 全球化                                              | 單元三：社會控制及越軌行為 單元四：傳意及大眾傳播媒介 單元六：社會問題 | N/A                                                                               | 全球化                                                  | 現代世界                 |
| 科學、科技與環境                                    |                                                     |                                                                        |                                                                                   |                                                         |                          |
| 單元五                                              | 公共衛生                                            | N/A                                                                    | 科學與科技的本質及發展 健康科學 環境科學 電訊 科技設計 視象傳意                   | N/A                                                     | N/A                      |
| 單元六                                              | 能源科技與環境                                      | N/A                                                                    | 科學與科技的本質及發展 健康科學 環境科學 電訊 科技設計 視象傳意                   | 人類與環境的關係                                        | 環境教育，科學技術與社會 |
| 校本評核                                            |                                                     |                                                                        |                                                                                   |                                                         |                          |
| 獨立專題探究 (Independent Enquiry Study， 簡稱 IES) | 獨立專題探究 (Independent Enquiry Study， 簡稱 IES) | N/A                                                                    | 獨立專題研習(IS): 科學探究 設計與實踐過程 與科學或科技有關議題的專門研究 創意寫作 | 文字功課 中四期間學科表現 中五期間學科表現 校內測驗考試 | 專題研究報告             |

## 公開考試
通識教育科公開考試由香港考試及評核局主辦。評卷時採用「雙評制」，即每題答案均由2-4名閱卷員獨立評核。香港考試及評核局秘書長蘇國生表示考試要求考生「以多元化、平衡及不同角度思維答題」，評分標準不會因考生政治立場而有所不同。考試試題不時會涉及政治議題，例如於2019年曾問及考生對「特首不可是政黨成員」的意見。
2005年，時任教育統籌局常任秘書長羅范椒芬回應家長質疑時表示通識教育科不會要求學生死記硬背，而是考核學生分析資料的能力。
2011年，香港考試及評核局評核發展部高級經理盧家耀撰文指出通識教育科考試的重點，在於透過真實的社會議題來設問，評估知識、概念的認知和思維能力的應用，例如推論、解難、溝通等能力。

### 考核形式 (2022和2023年）
香港中學文憑考試通識教育科的設計分為三個部分︰
卷一
佔考試成績比重50% (2022年為62%），考試時間為2小時。
(2023年為62%，考試時間為2小時15分鐘。並且只設一卷）
卷一設資料回應題，共3題，所有題目須全答。
資料回應題旨在評核考生在識別、應用和分析資料等方面的能力。考題中的資料有助釐訂議題範疇和反映議題的複雜或爭議的本質。與此同時，這類考題的設計形式，也反映本科課程的跨單元和多角度的學習本質。
卷二
佔考試成績比重30%， (2023年為最後一屆,2022年及2023年均佔全科38%）考試時間為1小時15分鐘。
卷二設三條延伸回應題，考生只須選答一題。
延伸回應題透過可引起討論的材料，提供更廣泛的層面，讓考生展示所學的各種高階能力，例如深入剖析自己的經歷，展現創意思維和以有系統的方法來表達等。
校本評核
佔考試成績比重20%。(2021年為最後一屆）
所有學校考生必須參加校本評核。
獨立專題探究是通識教育科所採納的校本評核模式。考生須在以探究為主的獨立專題探究中展示不同的能力，例如解難、資料搜集、分析和傳意。每一考生應透過閱讀、研究及其個人經驗，在獨立專題探究報告中展示一定份量與本學科相關的題材。為此，考生須進行一份探究為本的研習。研究報告的主體部分可以是文字或非文字形式。非文字形式報告須附上一篇短文，說明該報告的主要意念。
獨立專題探究是具焦點的探究，它為考生提供按自己的興趣，作獨立探究議題的難得機會，考生可在研究報告中表達自己的見解、意念、研究結果和提出評鑑。考生應該建立一個學習歷程檔案，在探究過程中把有關演繹、分析、反思、心得和撰寫報告的各階段的資料記錄於歷程檔案的文件夾內，以展示整個探究過程。考生須妥善保存自己的作品供查閱和核證，直至中學文憑考試成績公布為止。

## 爭議

### 考核形式
教育工作者陳美齡認為通識教育科是鼓勵學生發表意見的科目，應該不設評分讓學生能暢所欲言。她亦認為通識教育科不應使用課本，應該讓學生親歷其境才不致於紙上談兵。2019年9月29日，教育局學校課程檢討專責小組發表諮詢文件，建議通識教育科維持「必修必考」以免影響國際認證。
有中學教師擔心通識教育科對語文能力的要求較高，對語文能力較弱的學生不利。

### 獨立專題探究造假
課程要求考生完成一項獨立專題探究（IES）。一項由嶺南大學文化研究系進行的調查顯示31%的教師認為學生有「弄虛作假的傾向」，有教師亦表示不少學生從網上抄襲報告。2012年，《東方日報》報導指有公司代考生撰寫通識科專題報告。

### 評分準則欠客觀標準
2009年考評局發表通識教育科的樣本試題及評分準則，有線電視新聞台邀請專欄作家陶傑試做試卷，再交由三位通識科老師批改，其中一位是前教聯會主席鄧飛，評卷時陶傑的身份保密，鄧飛評分時認為答卷沒有詳細解釋名詞。陶傑表示試題內容超出中學生的能力範圍，認為試題質素並不合格。
曾在教育局統籌通識課程、被稱為「通識之父」的九龍華仁書院校長陳岡報考2012年首屆文憑試通識教育科，僅考獲4級成績。亦有香港中文大學通識科導師應考只獲2級。
2014年，立法會議員梁美芬指題目過於艱深，要求學生「比較中國政治發展重要還是發展經濟重要」，認為連出題者也未必知道答案。

### 課程範圍過於廣博
教改初期在推行初中綜合人文科時，也有很多教師不滿內容太過廣泛，難以入手。
於三三四學制實施前，已有多名大學學者批評通識教育科內容包羅萬有過於廣泛，其中包括數學家丘成桐。
著名數學家丘成桐表示，將通識科作為必修，和取消中國歷史科必修，都是「一場災難」，「所謂通識教育是假的」，批評有一批人以為懂得歐美教育，以為用報紙學習取代強記背誦，就能減低學生負擔。他指出即使美國學生也要學習美國歷史，背出林肯的著名蓋茲堡演說全文；但香港學生不學習中國歷史，不知道近代中國人民所受的苦難，亦不了解中國與西方於文化、歷史、教育、社會等的差別，對國家無感情；又誤以為美國很民主，「民主到可以胡說八道」。他直言香港教育失敗，學生「缺乏對民主和文化的基本了解」，又不知道歷史，不以偉人為模範，因而無個人修養，無崇高的理想。
有人認為此科可以一矯傳統以來，文不知理，理不識文的現象，使學生博學多聞，「通通都識」。然而，更多的人會詮釋通識科為「通通唔識」及「學無專長，深度不足」。
前教聯會主席，前通識科老師鄧飛指出，現時通識科要探究的議題，對於中學生來說太遙遠，因為他們生活經驗太少，例如要從未做人母的女學生思考代孕議題，而且通識課所教的一些概念，原本是大學才教的深奧專業知識，卻被當作常識教中學生，使他們自以為已經明白，但其理解是含糊和有錯誤的。
立法會議員葉劉淑儀表示，通識科目標陳義甚高，希望連貫不同科目，培育多角度思考，但教科書同參考書都無需要接受送審，只靠老師下載資料作為教材，更指現時大學生對普通常識貧乏亦少留意時事和新聞，質疑政府會否承認推行通識教育是失敗。
通識教育關注組聯席會議召集人梁美芬表示現時的通識課程過於廣泛，有如「漫山放羊」，建議當局將科目改為選修科目，取消必考必答的安排，教科書並要送審。

### 擠壓其他科課時，拉低知識水平
中文大學數學教育專家黃毅英，批評通識科佔用高中大量課時，擠壓其他科目課時，導致課程被削減，拉低學生知識水平，例如新制的數學科必修加上延伸單元，知識也只相當於舊制會考數學科加上香港中學會考附加數學科。他指出大學要新生修讀很多基礎課，追回知識水平，因此有些新生被分配到學院而非個別學系，以便在大一時安排基礎課程。他又警告由於大學生需花大量時間鞏固學科知識(粵語俗稱「補底」)，社會人士須預期新制的大學畢業生的知識水平會下跌，也許不能符合社會要求。

### 加劇重文輕理
通識科宣稱「文中有理，理中有文」，打破文理科界限；可是在實際教學和評核中，通識科出現「重文輕理」，「重寫作輕思維」傾向。相比中英文科都有短答題，通識科的試卷，即使是最少分數的4分題目，回答也要較詳細地鋪寫，長題目更有如考快速作文。這種題型對擅長語文的考生有利，而寫作較慢的考生則難以取得好成績。通識科也較少考問科技議題，所涉及的科學知識也較少，令擅長理科的考生無從發揮。因此女生通識科成績理想者比男生多，而且兩者差距更甚於中英文科。

### 師訓專門性存疑
於三三四學制實施前通識教育科並非必修科，只有少數學校開辦通識教育科，故2004年全港只有約350名通識教師。為培訓足夠人手開辦通識教育科，教育局與大學合作推出短期培訓課程協助教師轉型。有教育界人士指通識教育科內容廣泛，擔心教育即使在接受逾百小時培訓後仍未能掌握課程。不少中學均會由任教其他科目的教師兼教通識科，而非由專科老師「專科專教」。

### 引致年輕人變得激進

#### 支持者
2019年7月，前行政長官、時任全國政協副主席董建華在2019年香港七一衝突後，指他任內推行的通識教育「完全失敗」，批評通識教育是引致年輕人變得激進的重要原因，間接導致大批年輕人反對政府的局面。
立法會議員梁美芬亦批評教育局不檢討課程，只注重學術而沒有培育學生的品德。
《文匯報》批評通識教育科不設教科書送審制度，令教科書質素良莠不齊，容易成為政治宣傳品。儘管教育局於2014年曾表示會研究為通識教育科設立教科書送審制度的可行性，但至2019年尚未有進展。《人民日報》曾批評教師透過偏頗的教材向學生灌輸政治觀念。前教統局長李國章認為通識教育科的理念雖然正確，但教育的質素參差，向學生灌輸政治理念。
而香港時任行政長官林鄭月娥則在2020年11月25日出席電台節目時，認為通識科課沒有課程框架、教科書沒有經審批是一個問題，並表示通識教育由「第一日」開始已經出現問題。在其任內第四份施政報告中，她提出要「糾正」通識課中的「異化」現象，認為通識科將批評性思維異化成「樣樣東西都要反對」。
前教育局長吳克儉否認通識教育科失敗，亦不認為這此科目為學生上街示威的原因。他認為只有小部分通識科教師選用偏頗的教材，影響了科目的中立性，影響心智未成熟的學生。
2019年10月，為了回應對通識教師立場偏頗的質疑，香港政府任命教育局課程發展處通識組11名課程發展主任擔任督學，到訪學校觀課、檢查教案及學生習作。同年12月，教育局長楊潤雄稱局方會要求出版社自願提交通識科教科書，並於2020年2月提供修改意見給出版社。香港課程發展議會亦會研究哪些內容需要指示教師應如何教授。葉建源稱政府應回應民怨，而不應對教科書進行審查。林鄭月娥接受《大公報》訪問時表示通識教育科及其他科目均有機會被「滲透」，需要辦學團體及學校管理層把關，她指2020年內會公佈如何處理通識教育科。

#### 反對者
香港大學前副校長程介明認為通識教育科並非導致大型社會運動的原因。中央政策組於2015年曾委託中大香港亞太研究所聯席所長趙永佳曾進行研究並發表《香港「九十後」的公民價值及參與研究》研究報告，報告指通識教育科能提高學生對社會和政治議題的觸覺，但對學生政治立場的改變輕微，而通識教育科亦沒有將自身立場強加於學生，更沒有證據顯示通識教育科令學生變得更激進。
2018年，香港教育大學署理社會科學系系主任及社會學講座教授趙永佳、阮筠宜及梁懿剛再進行有關研究，以「通識科如何影響香港中學生」題，有關研究載於國務院港澳事務辦公室刊物《港澳研究》。通識科自2009年成為香港新高中課程的核心科目以來，有社會人士認為通識科是導致學生“政治化”的原因。研究發現，學生對通識科的興趣對他們的公民和政治參與影響不大。喜歡通識科和不喜歡通識科的兩組學生，普遍都沒有參與有組織的社區和政治活動。同時，通識科提倡的“明辨思考”並未對大多數學生帶來激進思想。相反，通識科主張的多角度思考令學生更容易跳出自己的社會位置及“身份政治”的制約，以不同視角來全面審視公共議題。
香港考試及評核局秘書長蘇國生亦否認通識教育科令學生變得激進。
香港教育大學教育政策與領導學系客席副教授梁恩榮研究公民教育多年。他指出通識科對香港學生有政治啟悟的作用。不同的國家和地區會用不同的科目和方法推動公民教育，有的用歷史科，有的用社會科。目前在香港中學階段，通識科是公民教育最重要的載體。他並不認同通識教育鼓勵了年輕人上街抗議。「通識科讓學生知道分析、知道從多角度去看問題，但不能令到學生上街。什麼讓學生上街？學生分析之後，做道德判斷，覺得這是不公義的，所以我要改變。」從通識科考試評分標凖來看，也是倡導學生多角度思考，政治取態不影響得分。

### 對教科書的審查
2019年9月，教育局向出版社提供「專業諮詢服務」，有7間出版社提供共10套教科書供教育局閱覽。完成閱覽的教科書可列入教育局的「適用書目表」，期間培生教育出版（亞洲）有限公司退中途退出評核。
2020年8月，教育局向六間高中通識課本出版社提供修訂內容意見後，「今日香港」、「現代中國」、「公共衛生」與「能源科技與環境」單元的教科書作出大幅修訂。香港通識教育教師聯會發表聲明，表示教育局的若干修訂內容意見似無必要，且不公佈刪改準則會讓教師在自編教材時無所適從，擔心誤踩紅線，但承認若干課本修訂如澄清概念、更新資料、資料注出處與提高數據準確性為必要之舉。教育野、香港教育同行陣線、進步教師同盟、香港人教育支援平台向楊潤雄發公開信，要求撤回通識科課本政治審查及公開通識科課本專業諮詢服務審核準則。但新界校長會卻認為該服務團隊成員包括專科督學、大學學者及教育專業人員，專業上無庸置疑，且該服務「去蕪存菁」，令課本品質有一定保證，為負責任政府必要之舉，不同意該服務構成政治審查。《星島日報》表示有關內容修訂在《中華人民共和國香港特別行政區維護國家安全法》立法前完成，認為課本亦可能存在違反《港區國安法》的內容。

#### 「今日香港」單元的修訂
「今日香港」單元的教科書刪除了一些關於社會運動和公民抗命的描述。不同團體對警方執法的批評、連儂牆的照片亦被刪除。教科書同時加入中國內地的經濟發展為香港人提供機遇的描述。曾遭《文匯報》批評的雅集出版社刪除了關於公民抗命的資料回應題，亦刪除了包括本土民主前線和香港眾志在內的多個政治組織的名字、「本土意識」的字眼亦改為「本地意識」、「民主派」亦改為「非建制派」。該出版社亦刪除了關於三權分立的內容，日本《每日新聞》亦有報導此事。齡記出版社則刪除了關於新聞自由、新聞媒體自我審查的內容，亦刪去了一地兩檢破壞香港法治的漫畫，以及人大釋法衝擊香港司法制度的描述。明報教育出版社刪除了陳方安生指中央政府的一言一行都會影響香港民心是否回歸的言論。此外，一些外國的示威活動，例如加泰隆尼亞獨立運動和茉莉花革命亦被刪去，有教師認為是為了避免提及激進的社會運動。

#### 「現代中國」單元的修訂
齡記出版社刪除了關於六四事件的內容，而明報教育出版社則刪除了烏坎事件。香港教育專業人員協會副會長田方澤認為提及中國改革開放時很難不提及六四事件，他質疑有關修訂具有政治考慮。

#### 「公共衛生」單元的修訂
齡記出版社將教科書中「由於內地民眾嗜食野味，卻在衞生環境惡劣的地方飼養、屠宰及處理牠們，導致『沙士』病毒在內地迅速擴散」改為「學者相信內地部分民眾有吃野味的飲食習慣，使病毒有機會經野味市場和食用而令人類受到感染，引起人們關注飲食文化所帶來的公共衞生問題」。泌尿科醫生暨香港立法會議員郭家麒表示「沙士」及COVID-19因食野味發生在科學界及醫學界為客觀事實，直斥該修訂為政治性，扭曲事實僅追求政治正確，包庇與放任相關問題僅會令大眾忽略，若日後再有疫症因此傳播更是「好可悲」。該課本亦將關於中國黑市販賣器官的討論改為器官買賣合法化的爭議，郭家麒稱大陸存在違法販賣人體器官是常識，他以前就動輒遇到患者等不到港人捐腎因而到大陸移植自死囚買來的腎。田方澤認為該修訂刻意避談中國的負面議題。此外該書原版提到大陸「部分官員為了個人仕途，延誤或隱瞞通報傳染病疫情」、「亦有地方官員收賄，包庇不法商人製作及出售問題食品」；修訂後該書新增資料，稱中央政府加強監管，「2019年全國食品安全抽檢的總體合格率為97.6%，有關問題明顯已得到改善」。有醫師向患者處方非必要抗生素以賺取佣金之相關內容則被移除。。

#### 「能源科技與環境」單元的修訂
香港教育圖書公司《新視野通識教育 (綜合四版)》第4頁中，有張圖片點出中國「一帶一路」帶來的污染問題。改版後，該圖改指向再生能源的好處。

### 重新冠名及改革課程內容
2020年9月7日，團結香港基金發表報告，建議通識科的評核由七個等級改為「合格」或「不合格」，而且除教科書外，附帶的補充材料亦需通過審查。
2020年11月，行政長官林鄭月娥發表《施政報告》，提議通識科改革。發表後一天，教育局長楊潤雄召開記者會，宣布通識科改革及改名，不再設獨立專題研習，公開考試評核只分「合格」及「不合格」等。
2021年2月2日，教育局向各中學發通函，透露通識科將會由現時六個單元改為三個主題，包括「一國兩制下的香港」、「改革開放以來的國家」及「互聯相依的當代世界」。其中「一國兩制下的香港」主題包括教授《基本法》、《香港國安法》以及國民身份認同等內容。每個主題各佔45至50小時的課時，總課時由約250小時縮減至約150小時，約有三分二的內容為「中國國情」有關的議題。另外亦有建議課程另一主題「中華文化與現代生活」，學生需要參與中國大陸考察活動和自學「傳統中華文化」文章，涉及學習時數10小時，以「體會中華文化在社會的保育與傳承」。公開試試題被建議增加多項選擇題，試卷的第二部份為「資料回應題」，由兩份卷改為一份卷，刪去高階能力「延伸回應題」。有通識科教師認為，這停留於認知層面，屬於基本知識，會令科目難度降低；亦有教師指，改動令科目失去原意，建議的課程框架完全沒有提及課程指引強調的批判思維、獨立思考、研究社會議題，使用問句形式授課，建議卻改為了陳述句。教育局向學校發問卷「諮詢」學校對於改革科目的意向，但由於諮詢以學校為單位，學生不能在此發表意見。香港教育專業人員協會於2月4日召開記者會，批評沒有提供反對選項，且認為以「能有助學生減壓」並非恰當考量，認為是「假諮詢」。
2021年2月26日，教育評議會倡通識科改名「國民與社會科」，加強國民教育鼓勵高中生前往中國内地考察。
課程被指與德育及國民教育科相似，設有10個課時的考察交流而了解近年內地發展，而初中及小學均會安排考察，建議中小學生每3年最少有1次考察經驗。

2021年3月31日，課程發展議會通過更名為「公民與社會發展科」，課程以香港、國家和當代世界三個主題為核心內容，於新學年推行，維持必修必考，但不設獨立專題研習（IES）的校本評核，並會為學生提供前往內地學習機會。

全國港澳研究會副長劉兆佳受香港01專訪時表示，儘管是次改革並非直接引用《港區國安法》，也是由該法間接帶動。

## 外部連結
- 香港考試及評核局：通識教育（页面存档备份，存于）
- 通識教育科 網上資源平台（页面存档备份，存于）
- HKDSELS通識教育平台（页面存档备份，存于）
- 通識教育科網上資源平臺（页面存档备份，存于）
- 明報通識網（页面存档备份，存于）
- 綠化教育工程